# النقيع (بيشة)
النقيع: إحدى مراكز محافظة بيشة. تقع في شمال شرق المحافظة، ويقطنها 17374 نسمة. و بها من الدوائر الحكومية: دفاع مدني، بلدية، خدمات مصرفية، مركز هيئة، شرطة، مكتب بريد، ومكتب تربية بنين.

## نبذة موجزة
مركز النقيع يعتبر من المراكز فئة (أ)، أما حدوده فيحده من الشمال الحدود الإدارية لمنطقة مكة المكرمة، ومن الجنوب مركز الدحو، ومن الشرق مركز الجنينة، ومن الغرب مركز الثنية.
ويقع مركز النقيع في أقصى شمال محافظة بيشة، وهو نافذة من نوافذ بيشة على إقليم نجد. ويتميز النقيع بخصوبة أراضيه وسهولها المنبسطة وفيافيها الواسعة، كما يتخلل النقيع مجموعة من الهضاب والجبال التي تظهر بصورة متقطعة في أراضيه.

## وصلات خارجية
- مركز النقيع .. خدمات بلدية متكاملة